# Klarinettenquintett (Mozart)
Das viersätzige Quintett für Klarinette und Streichquartett A-Dur KV 581 schrieb Wolfgang Amadeus Mozart 1789. Es ist das erste Klarinettenquintett und gilt als Meisterwerk der Kammermusik und als eine der bedeutendsten Kompositionen für Klarinette.

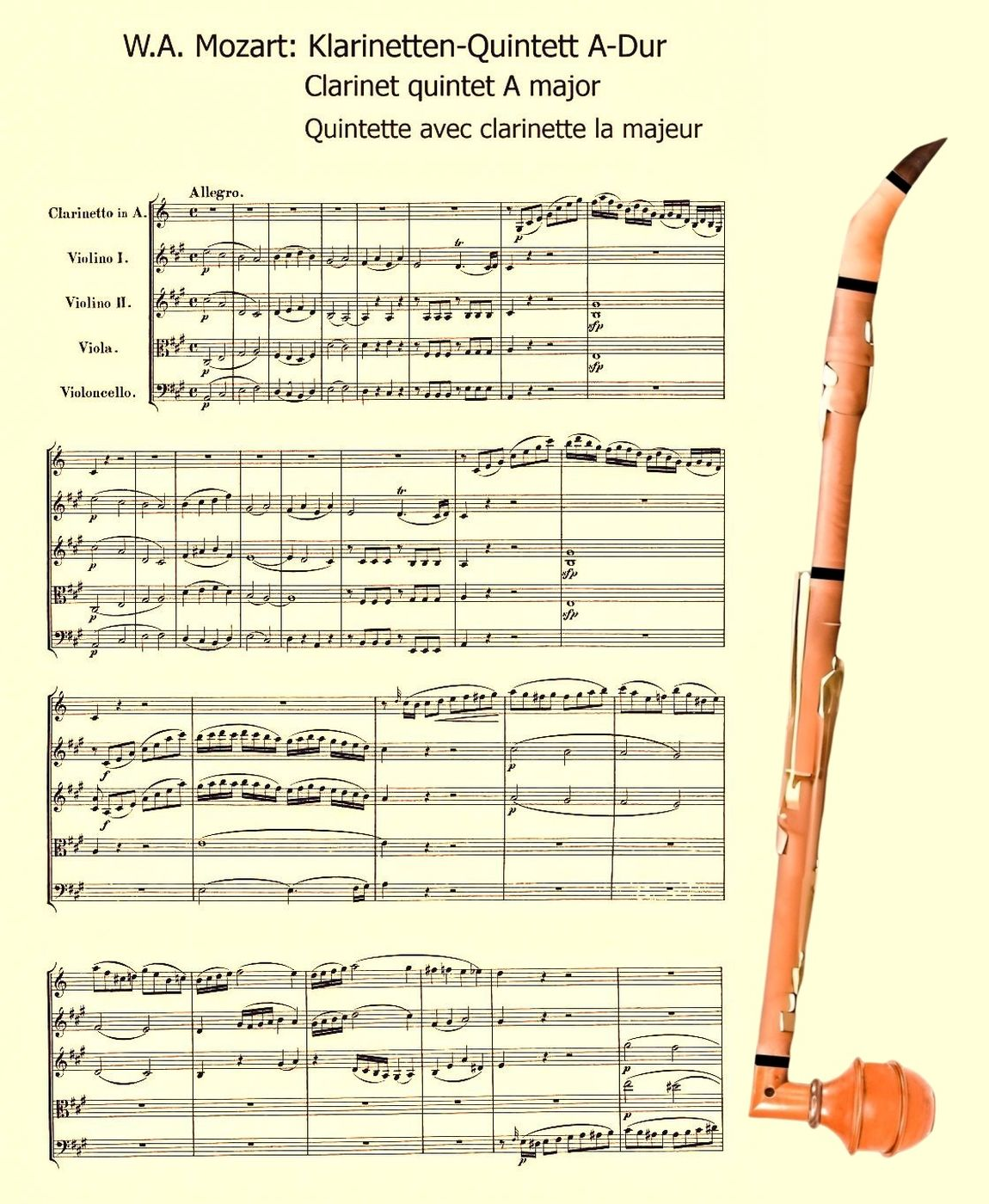
Partitur mit Stadler-Bassettklarinette (Nachbau)

## Geschichte

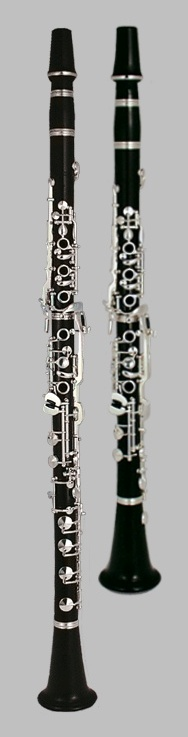
Größenvergleich Bassettklarinette und normale Klarinette

Mozart war Freund und Logenbruder des Klarinettisten Anton Stadler. Für diesen schrieb er 1789 das Klarinettenquintett.
Mozart schrieb das Stück nicht für eine normale (Sopran-)Klarinette, sondern für eine von Stadler mitentwickelte Klarinette, die heute Bassettklarinette genannt wird und sich dadurch auszeichnet, dass sie in der Tiefe nicht nur (notiert) bis zum kleinen E, sondern dem kleinen C reicht, also eine große Terz tiefer, weswegen ihr Unterstück um etwa 18 cm länger ist als das der normalen A-Klarinette. Auf einem solchen Instrument erfolgte am 22. Dezember 1789 die Uraufführung in der Wiener Tonkünstler-Societät mit Stadler als Solisten.
Auch das zwei Jahre später komponierte Konzert für Klarinette und Orchester KV 622 war ebenfalls für Bassettklarinette geschrieben. Da sich aber dieser Klarinettentyp in der Klarinettenfamilie nicht durchsetzen konnte, wurden zu Beginn des 19. Jahrhunderts beide Werke so umgeschrieben, dass sie auf der normalen A-Klarinette gespielt werden konnten. Leider gingen die Original-Partituren samt Kopien verloren. Etwa ab Mitte des 20. Jahrhunderts wurden von verschiedenen Klarinettisten Versuche unternommen, die ursprünglichen Partituren zu rekonstruieren. So werden denn heute beide Werke sowohl in der einen wie der anderen Fassung aufgeführt.

## Struktur
Das Werk besteht aus den folgenden vier Sätzen und hat mit den vorgesehenen Wiederholungen Aufführungsdauern zwischen 31 und 38 Minuten, meistens sind es etwa 35 Minuten, bei Verzicht auf die Wiederholungen etwa 13 Minuten weniger.
1. Satz: Allegro, A-Dur, 197 Takte, wobei zunächst die Takte 1 bis 79 und später die Takte 80 bis 197 wiederholt werden. Dieser Satz weist die typische Sonatensatzform auf mit Exposition, Durchführung und Reprise.
2. Satz: Larghetto, D-Dur, 85 Takte
3. Satz: Menuetto mit Trio I in a-Moll und Trio II in A-Dur, 31 + 41 + 51 Takte. Auch hier werden die einzelnen Abschnitte wiederholt.
4. Satz: Allegretto con Variazioni, A-Dur (Variation III in C-Dur). Auf den Vortrag des Themas mit 16 Takten folgen vier Variationen mit dreimal 16 und einmal 20 Takten. Dann schließen sich zwei im Grunde selbständige kleine Sätze an: ein Adagio mit 21 Takten und ein Allegro mit 36 Takten. Hier ebenfalls Wiederholung der einzelnen Abschnitte.

## Musik
Das gesamte Werk strahlt in weiten Teilen Ruhe und Gelassenheit aus. Zugleich ist es gekennzeichnet durch unvermittelte Übergänge von heiteren und melancholischen, aber auch von erhabenen und volkstümlichen Passagen sowie von Harmonien und Dissonanzen. Interpretatorisch stellt es die Musiker, insbesondere den Klarinettisten, vor außerordentliche Herausforderungen. „Es ist tastsächlich [sic] ein vollkommen abgeklärtes Stück, von einer Schönheit, die man gar nicht greifen kann, die man auch als Interpret insofern schwer herstellen kann, als man unbewusst bewusst spielen muss...“

### 1. Satz
Der Satz beginnt mit einem ruhigen Streicherthema, das die Klarinette mit schnellen Arabesken beantwortet, ungleich phrasiert: sechs Takte für die Streicher und nur zwei für die Klarinette. In der Reprise dagegen greift die Klarinette das im Pizzicato vorgetragene Seitenthema der 1. Geige in romantischer Mollfärbung auf. In der Durchführung lässt Mozart alle Instrumente solistisch hervortreten, während er in der Reprise zwischen dem konzertanten Anspruch der Klarinette und der durchbrochenen Arbeit des Streichquartetts genial vermittelt.
Im Anschluss an das erste Thema sequenzieren Klarinette und Cello in einem Nebengedanken (Arnold Schönberg) eine Kette von Appoggiaturen, aus der am Ende ein kraftvoller Impuls zum Seitenthema führt.

### 2. Satz
In den ersten 20 Takten trägt die Klarinette mit dezenter Begleitung der Streicher eine der innigsten Melodien vor, die wir von Mozart kennen. Die Stelle, an der nach einer Durchführung mit zuletzt in Tonleiter-Figuren aufwärts steigenden Zweiunddreißigstelnoten das Quartett in Takt 49 plötzlich schweigt und dem Klarinettisten Gelegenheit zu einer kurzen Kadenz gibt, die er am Ende in pianissimo und dolce wieder in die Anfangsmelodie überführt, könnte man „zum Weinen schön“ nennen. Als Mozart zwei Jahre später das Konzert für Klarinette und Orchester schrieb, sah er sich offenbar nicht in der Lage, hierzu einen kongenialen zweiten Satz zu schreiben, und übernahm daher das Larghetto als Adagio mit geringen Abwandlungen in das Konzert.
Sequenzen, die als besonders „schön“ empfunden werden (können), gibt es auch in den anderen Sätzen. Arnold Schönberg, der sich ebenso wie Richard Strauss mit dem Werk befasste, spricht von „subkutanen“ Schönheiten, also solchen, die unter die Haut gehen oder auch, die unter der Oberfläche liegen.

### 3. Satz
Das Menuett ist ein ungemein heiter-luftiges Gebilde mit feiner Kontrapunktik. Das in Moll geschriebene, von melancholischer Stimmung beherrschte Trio I erweist sich als reines Streichquartett – mit extremen Dissonanzen und versteckten kunstvollen Techniken, während das Trio II, wieder in Dur, die Klarinette einen Ländler spielen lässt.

### 4. Satz
Das zu variierende Thema kommt im Tanzrhythmus einer Gavotte daher und erinnert an die erst später entstandenen Melodien Pagagenos aus der Zauberflöte. Wie schon im 1. Satz lässt Mozart auch hier jedes Instrument mit einem Solo hervortreten und sorgt auch auf diese Weise für ein ausgewogenes Verhältnis von Klarinette und Streichern und ein gemeinsames alle Instrumentalisten erfreuendes Musizieren. „Höhepunkt des Satzes ist die Adagiovaration, ein breit ausgeführter Gesang, an dessen Ende die Zeit für einige wundervolle Akkorde still zu stehen scheint, bevor sich die letzte Variation in einen schmissigen Kehraus verwandelt.“